# Dìn Chin
Dìn Chin là một xã thuộc huyện Mường Khương, tỉnh Lào Cai, Việt Nam.

## Địa lý
Xã Dìn Chin nằm ở phía đông bắc của huyện Mường Khương, cách trung tâm huyện lỵ 25 km, có vị trí địa lý:
- Phía đông giáp trấn Tiểu Bá Tử (小坝子)[4] huyện Mã Quan châu Văn Sơn tỉnh Vân Nam Trung Quốc  (sông Chảy là đoạn biên giới quốc gia tự nhiên) và giáp xã Tả Gia Khâu
- Phía nam giáp xã Tả Gia Khâu và xã Thào Chư Phìn huyện Si Ma Cai (ranh giới tự nhiên với huyện Si Ma Cai là sông Chảy)
- Phía tây giáp xã Nấm Lư và xã Tung Chung Phố
- Phía bắc giáp các xã Tả Ngài Chồ và Pha Long.

Các dân tộc trên địa bàn xã: H'Mông (63,3 %), Nùng,..

## Lịch sử
Năm 1981, xã Lồ Sử sáp nhập vào xã Dìn Chin.

## Hành chính
Xã Dìn Chín hiện gồm các thôn: Dìn Chin 1, Dìn Chin 2, Ngải Thầu 1, Ngải Thầu 2, Lùng Sán Chồ, Cùng Lũng, Sín Chải A, Sín Chải B, Phìn Chư, Lồ Sử Thàng, Cốc Cáng, Na Cổ, Ngải Phúng Chồ và Mào Sao Chải